# Bernardo III di Baden-Baden
Bernardo III di Baden-Baden (7 ottobre 1474 – Sulzburg, 29 giugno 1536) ereditò nel 1515 parte del margraviato di Baden di suo padre. Regnò sulla sua parte dal 1515 fino al 1536.

## Biografia
I suoi due fratelli, Ernesto e Filippo ereditarono altre parti dei territori paterni e dopo la morte di Filippo, lui ed Ernesto ereditarono ciascuno metà della parte di Filippo. Diede origine alla "linea bernardina" (cattolica), che  regnò sul Baden-Baden, mentre il fratello Ernesto diede origine alla  "linea ernestina" (protestante), che regnò sul Baden-Durlach. La linea bernanrdina si estinse nel 1771, permettendo al margravio Carlo Federico, della linea ernestina, di riunificare il margraviato di Baden.
Bernardo fu allevato alla corte dell'imperatore Massimiliano I e andò in Spagna, con il suo amico, il figlio di Massimiliano Filippo per diventare re consorte di Castiglia nel 1504.
Nei suoi ultimi anni fu favorevole al protestantesimo, introducendo la riforma nei suoi territori.

## Matrimonio e figli
Bernardo III sposò nel 1535, due anni prima della sua morte, Francesca di Lussemburgo, contessa di Brienne e Ligny (+ 17 giugno 1566), figlia di Carlo I, conte di Ligny. Ebbero due figli maschi, di cui il più giovane, Cristoforo, nacque dopo la morte di Bernardo:
- Filiberto (22 gennaio 1536 - 3 ottobre 1569)
- Cristoforo (26 febbraio 1537 - 2 agosto 1575)

Bernardo, tuttavia, ebbe numerosi figli illegittimi, di cui si conoscono sei maschi (Bernardo, Filippo, Giovanni, Giorgio, Gaspare e Melchiorre). Nel 1532, l'imperatore Carlo V dichiarò Giorgio, Gaspare e Melchiorre principi legittimi, e successivamente, anche Bernardo e Filippo: non furono inseriti nella linea di successione al margraviato, ma ricevettero un appannaggio dopo la morte del padre.

## Ascendenza
|                              |                             |                     | Genitori                  |  |  | Nonni |  |  | Bisnonni           |  |  | Trisnonni           |  |
|                              |                             |                     |                           |  |  |       |  |  | Giacomo I di Baden |  |  | Bernardo I di Baden |  |
|                              |                             |                     |                           |  |  |       |  |  | Giacomo I di Baden |  |  | Bernardo I di Baden |  |
|                              |                             | Anna di Oettingen   |                           |  |  |       |  |  | Giacomo I di Baden |  |  |                     |  |
| Carlo I di Baden             |                             |                     |                           |  |  |       |  |  | Giacomo I di Baden |  |  |                     |  |
|                              |                             | Caterina di Lorena  | Carlo II di Lorena        |  |  |       |  |  |                    |  |  |                     |  |
|                              |                             | Caterina di Lorena  | Carlo II di Lorena        |  |  |       |  |  |                    |  |  |                     |  |
|                              |                             | Caterina di Lorena  | Margherita del Palatinato |  |  |       |  |  |                    |  |  |                     |  |
| Cristoforo I di Baden        |                             | Caterina di Lorena  |                           |  |  |       |  |  |                    |  |  |                     |  |
|                              |                             | Ernesto I d'Asburgo | Leopoldo III d'Asburgo    |  |  |       |  |  |                    |  |  |                     |  |
|                              |                             | Ernesto I d'Asburgo | Leopoldo III d'Asburgo    |  |  |       |  |  |                    |  |  |                     |  |
|                              |                             | Ernesto I d'Asburgo | Verde Visconti            |  |  |       |  |  |                    |  |  |                     |  |
| Caterina d'Austria           |                             | Ernesto I d'Asburgo |                           |  |  |       |  |  |                    |  |  |                     |  |
|                              |                             | Cimburga di Masovia | Siemowit IV di Masovia    |  |  |       |  |  |                    |  |  |                     |  |
|                              |                             | Cimburga di Masovia | Siemowit IV di Masovia    |  |  |       |  |  |                    |  |  |                     |  |
|                              |                             | Cimburga di Masovia | Alessandra di Lituania    |  |  |       |  |  |                    |  |  |                     |  |
| Bernardo III di Baden-Baden  |                             | Cimburga di Masovia |                           |  |  |       |  |  |                    |  |  |                     |  |
|                              | Filippo I di Katzenelnbogen | …                   |                           |  |  |       |  |  |                    |  |  |                     |  |
|                              | Filippo I di Katzenelnbogen | …                   |                           |  |  |       |  |  |                    |  |  |                     |  |
|                              | Filippo I di Katzenelnbogen | …                   |                           |  |  |       |  |  |                    |  |  |                     |  |
| Filippo II di Katzenelnbogen | Filippo I di Katzenelnbogen |                     |                           |  |  |       |  |  |                    |  |  |                     |  |
|                              |                             | Anna di Württemberg | …                         |  |  |       |  |  |                    |  |  |                     |  |
|                              |                             | Anna di Württemberg | …                         |  |  |       |  |  |                    |  |  |                     |  |
|                              |                             | Anna di Württemberg | …                         |  |  |       |  |  |                    |  |  |                     |  |
| Ottilia von Katzenelnbogen   |                             | Anna di Württemberg |                           |  |  |       |  |  |                    |  |  |                     |  |
|                              |                             | …                   | …                         |  |  |       |  |  |                    |  |  |                     |  |
|                              |                             | …                   | …                         |  |  |       |  |  |                    |  |  |                     |  |
|                              |                             | …                   | …                         |  |  |       |  |  |                    |  |  |                     |  |
| Ottilia di Nassau-Dillenburg |                             | …                   |                           |  |  |       |  |  |                    |  |  |                     |  |
|                              |                             | …                   | …                         |  |  |       |  |  |                    |  |  |                     |  |
|                              |                             | …                   | …                         |  |  |       |  |  |                    |  |  |                     |  |
|                              |                             | …                   | …                         |  |  |       |  |  |                    |  |  |                     |  |
|                              |                             | …                   |                           |  |  |       |  |  |                    |  |  |                     |  |